# إثميا نبيلة
إثميا نبيلة (الاسم العلمي: Ethmia nobilis) هي نوع من الحشرات تتبع جنس الإثميا من فصيلة الألاشستيات.